# باول هارفي (صحفي)
باول هارفي (بالإنجليزية: Paul Harvey)‏ هو صحفي أمريكي، ولد في 4 سبتمبر 1918 في تلسا في الولايات المتحدة، وتوفي في 28 فبراير 2009 في فينيكس في الولايات المتحدة.

## وصلات خارجية
- باول هارفي على موقع IMDb (الإنجليزية)
- باول هارفي على موقع الموسوعة البريطانية (الإنجليزية)
- باول هارفي على موقع ميوزك برينز (الإنجليزية)
- باول هارفي على موقع إن إن دي بي (الإنجليزية)
- باول هارفي على موقع ديسكوغز (الإنجليزية)